# Claire Marais-Beuil
Claire Marais-Beuil est une femme politique française du Rassemblement national (RN), élue députée de la 1re circonscription de l'Oise en juillet 2024.

## Élections législatives
| Année | Parti | Parti | Circonscription | 1er tour | 1er tour | 1er tour | 2e tour | 2e tour | 2e tour |
| Année | Parti | Parti | Circonscription | %        | voix     | Issue    | %       | voix    | Issue   |
| ----- | ----- | ----- | --------------- | -------- | -------- | -------- | ------- | ------- | ------- |
| 2017  |       | FN    | 1re de l'Oise   | 18,12    | 7 340    | 3e       |         |         |         |
| 2021  |       | RN    | 1re de l'Oise   | 15,27    | 3 233    | 2e       | 19,59   | 3 679   | battue  |
| 2024  |       | RN    | 1re de l'Oise   | 46,19    | 24 621   | 1er      | 51,69   | 26 824  | élue    |